# 長南博邦
長南 博邦（おさなみ ひろくに、1948年1月 - ）は、日本の政治家。新社会党中央本部副委員長。元野田市議会議員（8期）。

## 来歴
1948年1月、茨城県水戸市生まれ。5歳の時に霞ヶ浦湖畔の阿見町に転居。
茨城県立土浦第一高等学校を経て、1970年に茨城大学農学部を卒業。専門は生物化学で微生物の酵素を研究。学生時代はバスケットボール選手で中学生や高校生のコーチも務める。
1970年、キッコーマン関連の盛進製薬に入社し、流山工場に勤務。微生物の管理業務につく。1971年、盛進製薬労働組合執行委員に就任し、1973年から13年間同労組委員長を務めた。1993年に合併でキッコーマン社員となるが、引き続き公務休職で議員活動に専念した。2001年、参院選立候補のため退社。
1986年、日本社会党公認で野田市議会議員に当選（38歳）。以後8期連続当選。2018年5月、議員引退。この間2001年参院選に千葉県選挙区から立候補するが落選。市議会社会党会派幹事長、日本社会党野田総支部書記長、副委員長、そして社会党崩壊前の最後の委員長を歴任。
1996年、新社会党に入党。総支部書記長、県本部書記長・委員長、中央本部書記長・副委員長を歴任した。

## 活動
- 一人でも入れる地域労組、東葛ふれあいユニオン結成に参画し、現在役員として交渉等にかかわる。
- そのほか、反原発自治体議員・市民連盟会員、不公平な税制をただす会会員、官製ワーキングプア研究会会員、戦争をさせない1000人委員会会員、九条の会会員。
- 市議会では一人野党ながら政策と議論をリード。ここぞという時のまとめ役となり、議会基本条例策定特別委員長を歴任。

## 趣味
- お酒を入れて談笑すること。
- 音楽はクラシカルなテノールやソプラノ歌手に傾倒。
- 若いころからの花の育種改良は現在休止中。
- 字が汚かったことで逆にパソコンによるチラシ等の編集は得意となり、毎週議会報告を作成し続けている[2]。